# توم جي. بالمر
توم جي. بالمر (بالإنجليزية: Tom G. Palmer)‏ هو منظر سياسي أمريكي، ولد في 1956 في بيتبورغ في ألمانيا.